# True (singolo Spandau Ballet)
True è un brano musicale del gruppo inglese degli Spandau Ballet, estratto come singolo dall'omonimo album True del 1983.

## Descrizione
La canzone, composta dal leader del gruppo Gary Kemp, è una ballata di sei minuti (nella versione originale sull'album), in parte ispirata alle sonorità dell'artista Marvin Gaye. La canzone era stata registrata un anno prima della morte di Gaye.
La canzone fu un enorme successo internazionale, raggiungendo la prima posizione nel Regno Unito, dove rimase per quattro settimane e fu l'ottavo singolo più venduto dell'anno. Si tratta del più grande successo, ed il brano più ricordato degli Spandau Ballet.
Il gruppo eseguì il brano due anni dopo la sua uscita, in occasione del concerto benefico Live Aid. Un nuovo remix realizzato da Tony Swain e Gary Kemp è stato realizzato nel 2002 per l'album Reformation. Per RDS ne è stato creato un remix edit che riduce la durata a 4:04.

## Video musicale
Il video musicale, diretto da Russell Mulcahy, fu trasmesso per la prima volta nell'aprile del 1983.

## Tracce
7" single
1. True - 5:40
2. Lifeline - 3:39

## Classifiche
| Classifica (1983)                | Posizione massima |
| -------------------------------- | ----------------- |
| Australia                        | 4                 |
| Belgio (Fiandre)                 | 9                 |
| Canada                           | 1                 |
| Germania                         | 9                 |
| Irlanda                          | 1                 |
| Nuova Zelanda                    | 4                 |
| Paesi Bassi                      | 5                 |
| Regno Unito                      | 1                 |
| Spagna                           | 3                 |
| Stati Uniti                      | 4                 |
| Stati Uniti (adult contemporary) | 1                 |
| Svizzera                         | 5                 |

## Cover e campionamenti
True nel corso degli anni, soprattutto a partire dagli anni novanta ha ricevuto numerose cover, ma soprattutto è stata utilizzata in un numero impressionante di campionamenti. Fra questi ricordiamo i Backstreet Boys, Fleetwood Mac, will.i.am e Fergie, Nelly e Paul Anka.

## Utilizzo nei media
Varie versioni, cover o remix di True sono state utilizzate in film e serie televisive, fra cui i film Sixteen Candles - Un compleanno da ricordare (1984), Prima o poi mi sposo (1998), Charlie's Angels (2000), Non è un'altra stupida commedia americana (2001), Duplex - Un appartamento per tre (2003), 50 volte il primo bacio (2004), Sky High - Scuola di superpoteri (2005) e 2 single a nozze - Wedding Crashers (2006). Inoltre il brano è stato utilizzato anche in varie serie televisive come Cold Case, I Simpson (per due volte), Veronica Mars, Una mamma per amica, Modern Family, Ugly Betty e Master of None.